# Флективные языки
Флекти́вный строй (от лат. flectivus — гибкий) — устройство языка синтетического типа, при котором преобладает словоизменение при помощи флексий — формантов, сочетающих сразу несколько значений. Флективный строй противоположен агглютинативному, в котором каждый формант несёт только одно значение.
Классическими примерами флективных языков являются латинский и русский языки; в целом, очень многие индоевропейские языки являются флективными. Другая большая группа флективных языков — семитские языки с внутренней флексией. 
В качестве примера можно привести слово «хороший», где окончание -ий указывает на именительный падеж, единственное число, мужской род. В различных словоформах окончание -ий заменяется другим.
Особенностью флективных языков является присутствие неправильных форм (в агглютинативных языках этого не может быть, поскольку каждый формант может иметь только одно значение). Предполагается, что флективный строй развился из агглютинативного, однако на данный момент отсутствуют доказательства, подтверждающие эту гипотезу. В то же время флективные языки имеют склонность утрачивать флексии по мере развития — некоторые быстрее, некоторые медленнее. Например, русский, литовский, ирландский языки в основном сохранили флективную систему протоиндоевропейского языка, тогда как армянский язык, под влиянием кавказского субстрата, стал скорее агглютинативным; английский язык, болгарский язык и африкаанс в ходе своего развития стали почти полностью аналитическими языками.
Другой типичной особенностью флективных языков являются их системы склонений. Например, в немецком языке определённый и неопределённый артикли изменяются по родам, числам и падежам. 
Система склонения немецкого определённого артикля выглядит так:
Именительный падеж: der (муж. р.), die (жен. р.), das (ср. р.), die (мн. ч.)
Родительный падеж: des (муж. р.), der (жен. р.), des (ср. р.), der (мн. ч.)
Дательный падеж: dem (муж. р.), der (жен. р.), dem (ср. р.), den (мн. ч.)
Винительный падеж: den (муж. р.), die (жен. р.), das (ср. р.), die (мн. ч.)
Прилагательные изменяются, как правило, соответственно существительному, которое оно описывает. В германских языках прилагательное может занимать положение между существительным и определённым артиклем («слабое» склонение), и неопределённым артиклем («смешанное склонение») или без артикля («сильное склонение»).
Например:
Der Hamster (с нем. — «хомячок» — сущ., муж. р., им. п.)
Des Hamsters (с нем. — «хомячка» — сущ., муж. р., род. п.)
При введении прилагательного klein — нем. маленький.
 Ein kleiner Hamster («один маленький хомячок» — смеш. склонение, им. п.)
 Der kleine Hamster («этот маленький хомячок» — слаб. склонение, им. п.)
Ich sehe den kleinen Hamster («я вижу этого маленького хомячка» — слаб. склонение, вин. п.)
Mit kleinem Hamster («вместе с маленьким хомячком» — нет артикля; сильн. склонение, дат. п.).
Аналитические языки, развившиеся из флективных (напр., английский), сохраняют некоторые рудименты старой системы словоизменения, особенно в области личных местоимений. Напр.: You see me. (вин. п.) — «Ты видишь меня».